# 漢堡歷史
漢堡是德國北部的一座大都市，它始建於在9世紀，最初是向薩克森人傳教的站點。自中世紀以來，它就是歐洲重要的貿易中心。港口的便利位置及其幾個世紀以來作為自由城市和州的獨立性加強了這一地位。
這座城市是中世紀漢薩貿易聯盟的成員，也是神聖羅馬帝國的帝國自由城市。漢堡在19世紀後分別是德意志聯邦（1815-66年）、北德意志邦聯（1866-71年）、德意志帝國（1871-1918年）和魏瑪共和國（1918-33年）的獨立邦國。在納粹德國時期，漢堡得到了進一步的發展，《大漢堡法案》於1937年1月26日通過。該法案授權漢堡自由市和普魯士自由邦之間交換領土，使得漢堡得以吞併了周邊的大量土地，曾經和漢堡不相上下的呂貝克也因此間接失去了自由市的地位。漢堡從1934年到1945年歸屬納粹德國的漢堡大區。第二次世界大戰後，漢堡位於英國占領區，並隨後成為了德意志聯邦共和國的一個州（自1949年起）。